# العلاقات البوسنية الفرنسية
العلاقات البوسنية الفرنسية هي العلاقات الثنائية التي تجمع بين البوسنة والهرسك وفرنسا.

## مقارنة بين البلدين
هذه مقارنة عامة ومرجعية للدولتين:
| وجه المقارنة                                              | البوسنة والهرسك                                             | فرنسا                                                    |
| --------------------------------------------------------- | ----------------------------------------------------------- | -------------------------------------------------------- |
| المساحة (كم2)                                             | 51.20 ألف                                                   | 643.80 ألف                                               |
| عدد السكان (نسمة)                                         | 3.51 مليون                                                  | 67.12 مليون                                              |
| الكثافة السكانية (ن./كم²)                                 | 68.55                                                       | 104.26                                                   |
| العاصمة                                                   | سراييفو                                                     | باريس                                                    |
| اللغة الرسمية                                             | اللغة البوسنوية، اللغة الكرواتية، اللغة الصربية             | لغة فرنسية                                               |
| العملة                                                    | مارك بوسني                                                  | يورو، فرنك س ف ب، فرنك فرنسي، Livre tournois ‏            |
| الناتج المحلي الإجمالي (بليون دولار)                      | 18.17 مليار                                                 | 2.58 تريليون                                             |
| الناتج المحلي الإجمالي (تعادل القوة الشرائية) بليون دولار | 41.35 مليار                                                 | 2.87 تريليون                                             |
| الناتج المحلي الإجمالي الاسمي للفرد دولار أمريكي          | 4.25 ألف                                                    | 36.20 ألف                                                |
| الناتج المحلي الإجمالي للفرد دولار أمريكي                 | 10.43 ألف                                                   | 39.33 ألف                                                |
| مؤشر التنمية البشرية                                      | 0.733                                                       | 0.888                                                    |
| رمز المكالمات الدولي                                      | +387                                                        | +33                                                      |
| رمز الإنترنت                                              | .ba                                                         | .fr، .bzh ‏، .tf، .re، .wf، .yt، .pm، .paris              |
| المنطقة الزمنية                                           | توقيت وسط أوروبا، ت ع م+01:00، ت ع م+02:00، أوروبا/سراييفو ‏ | أوروبا/باريس ‏، توقيت وسط أوروبا، توقيت وسط أوروبا الصيفي |

## مدن متوأمة
في ما يلي قائمة باتفاقيات التوأمة بين مدن بوسنية وفرنسية:
- ترتبط توزلا مع سان دوني باتفاقية توأمة.
- ترتبط غراتسانيتسا مع Fleury-les-Aubrais [الإنجليزية]‏ باتفاقية توأمة.
- ترتبط موستار مع ميلو (فرنسا) باتفاقية توأمة منذ 1996.[16]
- ترتبط بيخاتش مع فيلفرانش دي روجر باتفاقية توأمة منذ 2018.[17]
- ترتبط سراييفو مع Serre Chevalier [الإنجليزية]‏ باتفاقية توأمة منذ 1972.
- ترتبط Kozarac [الإنجليزية]‏ مع مونتوبان باتفاقية توأمة.
- ترتبط غورازده مع سانت بريوك باتفاقية توأمة منذ 1 مارس 2002.

## منظمات دولية مشتركة
يشترك البلدان في عضوية مجموعة من المنظمات الدولية، منها:
| علم المنظمة | اسم المنظمة                               | تاريخ انضمام البوسنة والهرسك | تاريخ انضمام فرنسا |
| ----------- | ----------------------------------------- | ---------------------------- | ------------------ |
|             | مؤسسة التنمية الدولية                     | 25 فبراير 1993               | 30 ديسمبر 1960     |
|             | يونسكو                                    | 2 يونيو 1993                 | 4 نوفمبر 1946      |
|             | وكالة ضمان الاستثمار متعدد الأطراف        | 19 مارس 1993                 | 28 ديسمبر 1989     |
|             | مجلس أوروبا                               | 24 أبريل 2002                | 5 مايو 1949        |
|             | الأمم المتحدة                             | 22 مايو 1992                 | 24 أكتوبر 1945     |
|             | الاتحاد البريدي العالمي                   | ?                            | ?                  |
|             | البنك الدولي للإنشاء والتعمير             | 25 فبراير 1993               | 27 ديسمبر 1945     |
|             | اتفاقية السماوات المفتوحة                 | ?                            | ?                  |
|             | الاتحاد الدولي للاتصالات                  | 20 أكتوبر 1992               | 1866               |
|             | منظمة حظر الأسلحة الكيميائية              | ?                            | ?                  |
|             | مؤسسة التمويل الدولية                     | 25 فبراير 1993               | 20 يوليو 1956      |
|             | المنظمة الأوروبية لسلامة الملاحة الجوية   | 2004                         | 1960               |
|             | المركز الدولي لتسوية المنازعات الاستشارية | 13 يونيو 1997                | 20 سبتمبر 1967     |
|             | منظمة الشرطة الجنائية الدولية             | ?                            | ?                  |
|             | منظمة الأمن والتعاون في أوروبا            | 30 أبريل 1992                | 25 يونيو 1973      |

## وصلات خارجية
- موقع وزارة الخارجية البوسنية
- موقع وزارة الخارجية الفرنسية